# 앙사나 레지던스 여의도 서울
앙사나 레지던스 여의도 서울(영어: Angsana Residences Yeouido Seoul)은 대한민국 서울특별시 영등포구 여의도동에 공사중인 마천루다. 2022년에 착공하여 2026년 10월에 완공할 예정이다. 지상 57층, 지하 6층, 250m의 높이로 구성될 예정이고 초고층 생활숙박시설이 들어선다. 총 348실으로 구성될 예정이다.

## 역사
기존의 건물은 1995년에 완공된 NH투자증권빌딩(20층, 90m)이다. 철거작업은 2020년 이후에 시작되었고 2022년에 철거가 완료되었다. 4월 분양을 목표로 하고 있었다. 건축허가는 8월 30일에 완료되었다. 레지던스 빌딩을 11월 12일부터 본격 분양한다고 한다. 이후 착공하였고 지하 2층에는 볼트 1932를 설치하고 2026년 10월에 완공 예정이다. 완공되면 서울특별시에서 가장 높은 생활숙박시설 빌딩이 된다.

## 높이
NH투자증권빌딩(20층, 90m) 재건축 이후 지상 57층, 249m 높이로 지어진다. 높이는 63빌딩(60층, 249m)와 비슷하고 층수는 다르다. 서울특별시에서 지상 50층이 넘는 생활숙박시설 빌딩이다. 완공되면 서울특별시에서 가장 높은 생활숙박시설 빌딩이 된다. 또한 서울특별시에서 6번째로 높은 새로운 랜드마크가 된다.

## 특징
서울특별시에 들어서는 초고층 레지던스다. 시간이 흐를수록 작품이 되는 최상의 주거 공간이다. 뉴욕의 내러티브를 담아 하나의 작품이 되는 랜드마크 디자인이다. 한강과 도심, 여의도 공원이 일부 호실에서 파노라믹 뷰가 한 눈에 펼쳐진다. 파노라믹 조망이 일부 호실에서 가능하다. 높은 생활숙박시설에서 라이프 스타일 생활이 가능하다. 프리미엄 컨시어지 서비스가 있고, 반얀트리 그룹은 앙사나를 대한민국에서 할 수 있는 기회다. 역사와 문화, 브랜드만의 만들어온 앙사나다.
도심 초고층 루프탑의 정수, 스카이 인피니티 풀은 해외 탑티어 호텔에서 누릴 수 있었던 초고층 루프탑에 위치한 약 22m 길이의 스카이 인피니티 풀이다. 반얀트리 그룹은 앙사나 브랜드의 품격을 담은 인테리어&익스테리어와 함께 서울 도심 한복판에서 하늘과 물이 맞닿는 보기 드문 경험을 누릴 수가 있다.

## 내부 시설
앙사나 레지던스 여의도 서울의 내부 시설이다. 스카이 인피니티 풀, 아트리움 로비, 투숙객 전용 공간, 골프장이 들어선다. 투숙객 전용 공간은 생활 편의 시설 사용 요금은 유료다.
| 층수                | 시설                                                                                                 |
| ------------------- | --- |
| 57층                | 기계실                                                                                               |
| 37층 ~ 56층         | 레지던스                                                                                             |
| 36층                | 피난안전구역                                                                                         |
| 14층 ~ 35층         | 레지던스                                                                                             |
| 13층                | 피난안전구역                                                                                         |
| 4층 ~ 12층          | 레지던스                                                                                             |
| 3층                 | 아트리움 로비                                                                                        |
| 2층                 | 근린생활시설                                                                                         |
| 1층                 | 로비, 근린생활시설                                                                                   |
| 지하 1층            | 스파, 스크린골프 (운동시설 예정)                                                                     |
| 지하 2층            | 로비, 투숙객 전용 공간, 메일룸, 리셉션, 드롭오프존의 발렛파킹 서비스, 무인택배함, 전용 피트니스 시설 |
| 지하 6층 ~ 지하 3층 | 지하주차장                                                                                           |

## 같이 보기
- 대한민국의 호텔 목록
- 대한민국의 마천루 목록
- 서울특별시의 마천루 목록